# Caroline Herzenberg
Caroline Stuart Littlejohn Herzenberg (née le 25 mars 1932) est une physicienne américaine. Après avoir été une des rares femmes étudiantes au MIT à son époque, elle conduit une thèse en physique expérimentale. Elle porte alors sur la physique nucléaire à basse énergie, sous la direction de Samuel Allison. Elle mène ensuite des travaux en tant que chercheuse principale dans le cadre du programme d'analyse des échantillons lunaires retournés par la mission Apollo de la NASA, et a fait partie de l'équipe qui a réussi à vérifier l'effet Mössbauer.
Herzenberg publie dans une deuxième partie de sa carrière un certain nombre d'articles sur l'histoire des femmes dans la sciences. Elle est lla première scientifique intronisée au Temple de la renommée des femmes de Chicago. Elle reçoit une médaille honorifique de l'Université d'État de New York, Plattsburgh en 1991.

## Biographie
Caroline Herzenberg (Caroline Stuart Littlejohn) est née le 25 mars 1932 à East Orange, New Jersey,. Au lendemain de la Grande Dépression, ses parents, Caroline Dorothea Schulze et Charles Frederick Littlejohn, décident de déménager à Oklahoma City, Oklahoma, pour rejoindre sa sœur, Hilda Littlejohn Will et sa famille. Herzenberg fréquente l'école publique à Oklahoma City,. En 1961, elle épouse Leonardo Herzenberg,. Elle vit à Hyde Park, Chicago.
Après avoir remporté le concours Westinghouse Science Talent Search au lycée, Herzenberg fréquente le Massachusetts Institute of Technology. Elle est l'une des rares femmes étudiantes du MIT à cette époque. Elle obtient une licence du MIT en 1953,.
Elle poursuit ses études supérieures à l'Université de Chicago,. Elle suit notamment un cours avec Enrico Fermi et effectue quelques calculs pour lui. Elle obtient ensuite sa maîtrise à l'Université de Chicago en 1955. Pour ses travaux de doctorat, elle se tourne vers Samuel Allison, qui devient son directeur de thèse. Ses recherches de thèse, en physique expérimentale, portent sur la physique nucléaire à basse énergie et ont été menées sur l'accélérateur Van de Graaff de 3 Mev dans les instituts de recherche. Elle obtient un doctorat en 1958 de l'Université de Chicago.
Herzenberg continue à travailler à l'Université de Chicago pendant une autre année en tant que chercheuse postdoctorale et associée de recherche à l'Institut Enrico Fermi d'études nucléaires de l'Université de Chicago. Elle devient ensuite chercheuse associée à la division de physique du laboratoire national d'Argonne dans l'Illinois. En 1961, Herzenberg devient professeure adjointe de physique à l'Illinois Institute of Technology de Chicago, où elle travaille pendant cinq ans comme directrice du laboratoire haute tension et de l'accélérateur Van de Graaff. Elle dirige également des programmes de recherche en physique nucléaire expérimentale et sur l'effet Mössbauer, supervisant des thèses de maîtrise et de doctorat et des cours de physique de premier et de deuxième cycles.
Après s'être vue refuser un poste permanent à l'Illinois Institute of Technology, elle travaille à l'IIT Research Institute de 1967 à 1971 en tant que physicienne de recherche, puis en tant que physicienne principale. À l'Institut de recherche IIT, elle mène ses travaux en tant que chercheuse principale dans le cadre du programme d'analyse des échantillons lunaires retournés par la mission Apollo de la NASA et poursuit les applications de la spectrométrie Mössbauer. Par la suite, elle occupe un poste de professeure associée invitée de physique à l'Université de l'Illinois au Medical Center de 1971 à 1974. Elle est responsable de l'organisation, de l'enseignement et de la planification du Collège de pharmacie et elle supervise l'enseignement en laboratoire des diplômés sur l'utilisation et les applications des radio-isotopes pour l'Université de l'Illinois au centre médical. De 1975 à 1976, elle passe une année universitaire en Californie à l'Université d'État de Californie à Fresno, où elle est chargée de cours en physique, participe à l'organisation et à l'enseignement du programme de physique générale et présente des conférences sur la théorie électromagnétique.
Herzenberg retourne au Laboratoire national d'Argonne en 1977 et y travaille jusqu'à sa retraite en 2001,,. À Argonne, durant cette période, elle se consacre principalement à des travaux appliqués. Cela impliquait des applications de la physique en ingénierie et dans des domaines spécifiques tels que la radioprotection. En particulier, ses travaux comprennent des recherches en ingénierie relatives à l'utilisation de l'énergie fossile, ainsi qu'à l'élimination des déchets radioactifs, à la technologie de vérification du contrôle des armements et à la préparation aux situations d'urgence radiologiques et chimiques,,. Initialement, en 1977, Herzenberg rejoint un projet de développement d'instrumentation pour le contrôle des processus d'une nouvelle génération d'usines de conversion et de combustion du charbon. Le développement se poursuit sur des techniques non invasives de mesure de la composition et du débit des boues de charbon et du charbon pulvérisé dans le transport pneumatique dans des tuyaux. Pour l'analyse de la composition du charbon, elle travaille sur l'application de la spectrométrie gamma induite par neutrons ; tandis que la mesure du flux de boue est basée sur l'utilisation de la radioactivité de courte durée induite dans la boue. Elle travaille ensuite dans l'évaluation technologique et l'évaluation de programmes dans des domaines tels que l'utilisation de l'énergie fossile, la vérification du contrôle des armements et l'élimination des déchets radioactifs. Elle travaille également dans le domaine de la préparation et de la réponse aux situations d'urgence en cas de risques technologiques, principalement sur la préparation aux situations d'urgence radiologique pour les centrales nucléaires, et sur la préparation aux situations d'urgence en cas de démilitarisation chimique.
Herzenberg est la première scientifique à être intronisée au Temple de la renommée des femmes de Chicago,. Elle reçoit une médaille honorifique de Sc. Doctorat de l'Université d'État de New York, Plattsburgh, en 1991,. Grâce à ses travaux, Herzenberg a est élue membre de l'Association américaine pour l'avancement des sciences, de l'American Physical Society et de l'Association pour les femmes dans la science, et a est présidente de l'Association pour les femmes dans la science de 1988 à 1990,.

## Recherche en histoire des sciences
Herzenberg contribue à la connaissance de l'histoire des femmes dans la science. Elle a publie un certain nombre d'articles et de chapitres de livres sur ce sujet. En 1986, elle écrit un livre intitulé Women Scientists from Antiquity to the Present et plus tard en 1999, elle coécrit avec Ruth Howes un autre livre intitulé Their Day in the Sun: Women of the Manhattan Project,. Grâce à son travail, Herzenberg est élue membre de l'Association américaine pour l'avancement des sciences et de l'American Physical Society, et est présidente de l'Association pour les femmes et la science de 1988 à 1990,.

## Recherche en physique et domaines connexes
Après les recherches doctorales de Caroline Herzenberg en physique nucléaire expérimentale à basse énergie avec Samuel K. Allison comme directeur de thèse, ses recherches se poursuivent à l'Université de Chicago au cours de son année de travail postdoctoral où elle mesure les produits des réactions nucléaires entre les isotopes du lithium et ceux du béryllium et du bore ; des recherches qui ont jeté les bases de futures recherches sur les ions lourds. Par la suite, ses travaux se concentrent sur la spectroscopie Mössbauer ; elle est engagée dans des recherches pionnières sur l'effet Mössbauer et fait partie de l'équipe qui réussit à vérifier l'effet Mössbauer. Elle crée ensuite des installations de recherche sur l'effet Mössbauer à l'Illinois Institute of Technology et à l'IIT Research Institute. En se concentrant sur les applications géologiques de l'effet, Herzenberg conclut qu'il serait possible d'analyser les roches et les minéraux récupérés sur la Lune en utilisant la spectrométrie Mössbauer ; et elle reçoit une subvention de la NASA pour effectuer la spectrométrie Mössbauer pendant le programme Apollo. Elle est chercheuse principale dans le cadre du programme d'analyse des échantillons lunaires renvoyés par la mission Apollo de la NASA et analyse certains des premiers échantillons lunaires renvoyés ainsi que des matériaux provenant d'échantillons renvoyés ultérieurement,.
Herzenberg est l'autrice ou la coautrice de centaines d'articles scientifiques et techniques et écrit un certain nombre de chapitres dans des livres traitant de sujets scientifiques et techniques,.

## Autres activités
Caroline Herzenberg s'intéresse depuis longtemps à certaines questions de société, principalement axées sur la paix, la justice et les droits humains, mais également à des préoccupations connexes. Déjà lorsqu'elle est étudiante au MIT, elle participe au soutien du groupe d'étudiants du professeur de mathématiques du MIT, Dirk Jan Struik, lorsqu'il attire l'attention indésirable du sénateur Joseph McCarthy après l'avènement du maccarthysme. Durant une grande partie de sa vie d'adulte, elle travaille de manière très approfondie et avec succès sur la condition féminine, en particulier sur les questions relatives aux femmes dans les sciences, notamment avec l'Association pour les femmes dans les sciences. En lien avec les préoccupations concernant les questions éthiques, elle élabore des lignes directrices reconnues sur les questions éthiques en physique. Une incursion dans la politique, en cherchant un poste d'échevin à Freeport, dans l'Illinois, n'aboutit pas, mais l'expérience guide ses efforts dans des activités connexes. Pendant son séjour à Freeport, elle développe et présente une série télévisée sur la science, « Camera on Science ». L'attention nationale se porte sur elle lorsqu'en 1986, elle mène des recherches indépendantes et publie un court article montrant que les armes de l'Initiative de défense stratégique (IDS), en cours de développement pour une utilisation en défense, pourraient également être utilisées de manière offensive,. A la retraite, Herzenberg est active en tant que citoyenne de diverses manières, notamment en participant à des manifestations et à des veillées en faveur de la paix, de la justice, des droits humains et d'autres initiatives connexes. Elle participe aux activités du American Friends Service Committee, du 8th Day Center for Justice, de Jewish Voice for Peace et de plusieurs autres groupes. Elle écrit occasionnellement des textes populaires, notamment de la correspondance destinée aux journaux. Pendant son temps libre, Herzenberg aime observer les oiseaux, généralement dans le parc voisin de Jackson (Chicago).

## Lectures complémentaires
- Barbara Hutmacher MacLean, I can't do what?: voices of pathfinding women, Ventura, California, Pathfinder Pub., 1997